# Saint-Paul-Cap-de-Joux
Saint-Paul-Cap-de-Joux település Franciaországban, Tarn megyében. Lakosainak száma 1060 fő (2022. január 1.). Saint-Paul-Cap-de-Joux Damiatte, Guitalens-L’Albarède, Prades, Puylaurens, Serviès és Teyssode községekkel határos.

## Népesség
A település népessége az elmúlt években az alábbi módon változott:
| Lakosok száma | 1097 | 1110 | 1132 | 1117 | 1100 | 1084 | 1067 | 1063 | 1060 |
|               | 2013 | 2015 | 2016 | 2017 | 2018 | 2019 | 2020 | 2021 | 2022 |